# Svartstensudden
Svartstensudden är ett naturreservat i Gävle kommun i Gävleborgs län.
Området är naturskyddat sedan 1971 och är 7 hektar stort. Reservatet omfattar en smal, granskogsklädd kustremsa och i öster av skoglös hällmark.